# Schwarzes Schloss (Oepfershausen)
Das Schwarze Schloss steht im Ortsteil Oepfershausen der Stadt Wasungen im Landkreis Schmalkalden-Meiningen in Thüringen.

## Geschichte
Bereits Anfang des 18. Jahrhunderts gab es in Oepfertshausen das Auerochssche Schloss, das 1800 abgebrochen wurde.
Aus dessen Wirtschaftshof entstand das 1708 erbaute Schwarze Schloss. Dieses erwarb die Gemeinde im 20. Jahrhundert und entwickelte es zum Dorfmittelpunkt. Nach 1990 wurde es aufwändig restauriert. Neben einigen Wohneinheiten sind verschiedene Veranstaltungsräumlichkeiten, die Gemeindeverwaltung sowie ein Natur-Aktiv-Museum dort untergebracht.